# Saison cyclonique 2021 dans l'océan Atlantique nord
La saison cyclonique 2021 dans l'océan Atlantique nord est la saison des ouragans atlantiques qui officiellement se déroule selon l'Organisation météorologique mondiale du 1er juin 2021 au 30 novembre 2021 (les dates réelles varient d'année en année). Le National Hurricane Center (NHC) américain émet des avis et avertissements visant ce bassin océanique pour les cyclones tropicaux mais également, depuis 2017, pour des « cyclones tropicaux potentiels »,. Les avis pour ces tempêtes potentielles ont le même contenu que les avis normaux mais incluent la probabilité de développement.
À partir de la saison 2021, le National Hurricane Center (NHC) a commencé à publier régulièrement des prévisions météorologiques tropicales dès le 15 mai, deux semaines plus tôt que par le passé, parce que des systèmes se sont formés dans le bassin atlantique avant le début officiel lors de chacune des six saisons précédentes. Pour confirmer ce fait, la saison a réellement débuté par l'apparition de la tempête subtropicale Ana le 22 mai au nord-est des Bermudes. Le début de la saison a été assez tranquille avec le premier ouragan, Elsa, se développant seulement début juillet.
Après un mois sans activité, les cyclones se sont succédé rapidement durant les mois d'août (6) et septembre (9). Les premiers ouragans majeurs se sont aussi formés, dont Ida qui a frappé la Louisiane à la catégorie 4 de l'échelle de Saffir-Simpson le 29 août, date du 16e anniversaire de la frappe de l'ouragan Katrina sur La Nouvelle-Orléans. Ida a fait de très importants dégâts et nombreux décès sur le sud et l'est des États-Unis, ainsi que dans l'extrême est du Canada.
À la fin septembre, l'ouragan Sam a dépassé en intensité Ida mais est toujours resté en mer jusqu'à sa transition en tempête extratropicale bien au large de Terre-Neuve le 5 octobre. Après un hiatus de plus de 3 semaines, la tempête subtropicale Wanda est apparue le 31 octobre, épuisant la liste de noms pour la seconde année consécutive. Cette dernière est devenue tempête tropicale le lendemain et a erré au large des Açores jusqu'au 7 novembre. Ceci a clos la saison 2021 qui a causé environ 70 milliards $US (2021) de dommages et la mort de plus de 150 personnes. Il y a eu 21 cyclones nommés ce qui en fait la 3e saison la plus active en termes de systèmes, derrière celle de 2005, avec 28, et celle de 2020, avec 31, et juste devant la saison 1933.

## Prévisions
Avant et pendant la saison, plusieurs services météorologiques nationaux et agences scientifiques prévoient combien de tempêtes tropicales, d'ouragans et d'ouragans majeurs (Catégorie 3 ou plus sur l'échelle de Saffir-Simpson) se formeront pendant une saison. Ces organismes comprennent le Consortium sur les risques de tempête tropicale (TSR) du University College London, le National Weather Service de la National Oceanic and Atmospheric Administration (NOAA) américaine et l'Université d'État du Colorado (CSU). Les prévisions comprennent des changements hebdomadaires et mensuels des facteurs importants qui influencent ce nombre.
Certaines de ces prévisions prennent également en compte ce qui s'est passé au cours des saisons précédentes et l'état du cycle de l'ENSO comme la présence d'un événement La Niña ou El Niño. En moyenne, une saison des ouragans de l'Atlantique entre 1981 et 2010 a comporté douze tempêtes tropicales, six ouragans et trois ouragans majeurs, avec un indice d'énergie cyclonique accumulée (ACE) compris entre 66 et 103 unités.

### Prévisions d'avant saison
| Source                                                  | Date                                                                 | Tempêtes nommées | Ouragans         | Ouragans majeurs         | Réf.                          |
| ------------------------------------------------------- | -------------------------------------------------------------------- | ---------------- | ---------------- | ------------------------ | ----------------------------- |
| TSR                                                     | 9 décembre 2020 13 avril 2021 27 mai 2021 6 juillet 2021 5 août 2021 | 16 17 18 20 18   | 7 8 9 7          | 3 4 3                    | [ 5 ] [ 6 ] [ 7 ] [ 8 ] [ 9 ] |
| CSU                                                     | 8 avril 2021                                                         | 17               | 8                | 4                        | [ 10 ]                        |
| NCSU                                                    | 14 avril 2021                                                        | 15 à 18          | 7 à 9            | 2 à 3                    | [ 11 ]                        |
| Met Office                                              | 20 mai 2021                                                          | 14 (±5)          | 7 (±3)           | 3 (±2)                   | [ 12 ]                        |
| NOAA (NWS)                                              | 20 mai 2021                                                          | 13 à 20          | 7 à 9            | 3 à 5                    | [ 13 ]                        |
| CEPMMT/ Météo-France                                    | 3 juin 2021                                                          | 12 à 20          | 6 à 11           | 2 à 6                    | [ 14 ]                        |
| ––––––––––––––––––––––––––––––––––––––––––––––––––––––– |                                                                      |                  |                  |                          |                               |
|                                                         |                                                                      | Tempête nommées  | Ouragans         | Ouragan majeurs          | Réf.                          |
| Moyenne (1981–2010)                                     | Moyenne (1981–2010)                                                  | 12,1             | 6,4              | 2,7                      | ,                             |
| Moyenne (1991–2020)                                     | Moyenne (1991–2020)                                                  | 14,4             | 7,2              | 3,2                      | [ 17 ]                        |
| Record d'activité maximum                               | Record d'activité maximum                                            | 30 (saison 2020) | 15 (saison 2005) | 7 (saisons 2005 et 2020) | [ 4 ]                         |
| Record de plus faible activité                          | Record de plus faible activité                                       | 4 (saison 1983)  | 2 (saison 1982)  | 0 (saison 1994)          | [ 4 ]                         |

Le 9 décembre 2020, le TSR a émis une première prévision pour 2021. L'organisme prévoyait une activité environ 20 % au-dessus de la normale à cause d'une faiblesse anticipée des alizés et la poursuite de l'épisode La Niña de 2020 mais plus faible. Toutefois, la confiance en cette prévision de 16 systèmes nommés, 7 ouragans (dont 3 majeurs) et une énergie cyclonique (ACE) de 127 était assez faible.
Le 8 avril 2021, le CSU a émis sa première prévision de 17 systèmes nommés et 8 ouragans, dont 4 majeurs, avec une énergie cyclonique de 150. Ce nombre est supérieur à la moyenne car les mêmes raisons citées par le TSR étaient toujours présentes à ce moment, en plus de température de la mer près ou au-dessus de la normale.
Le 13 avril, le TSR a mis à jour ses prévisions pour 17 tempêtes nommées, 8 ouragans et 3 ouragans majeurs, avec un indice ACE de 134 unités. L'université d'État de Caroline du Nord (NCSU) a émis sa prévision le 14 avril, prévoyant une saison au-dessus de la moyenne avec de 15 à 18 tempêtes nommées et de 7 à 9 ouragans, dont 2 à 3 majeurs.
Le 20 mai, le centre de prévision climatique de la NOAA a publié ses prévisions pour la saison, prévoyant une probabilité de 60 % d'activité au-dessus de la moyenne avec de 13 à 20 tempêtes nommées et de 6 à 10 ouragans dont 3 à 5 ouragans majeurs. Le même jour, le Met Office britannique a émis sa prévision de 70 % de probabilité d'avoir 14 tempêtes nommées (±5) et 7 ouragans (±3) dont 3 (±2) majeurs ainsi qu'une énergie (ACE) de 117.
Le 27 mai, le TSR a mis à jour sa prévision en rehaussant légèrement ses chiffres dont une énergie totale de 140. L'organisme cita comme raisons que l'oscillation nord-atlantique légèrement négative devrait entraîner un réchauffement des eaux de l'Atlantique tropical et que l'ENSO de la seconde moitié de la saison devrait être légèrement négatif, réduisant les alizés et leur cisaillement.
En mai, le Centre européen pour les prévisions météorologiques à moyen terme (CEPMMT) a émis une prévision saisonnière d'activité supérieure à la moyenne sur l'Atlantique tropical. Le 3 juin, Météo-France a moyenné cette prévision avec celles des autres centres pour obtenir un nombre total de cyclones nommés entre 12 et 20, comprenant 6 à 11 ouragans dont 2 à 6 seraient majeurs. L'indice global de l'énergie cyclonique accumulée (ACE) y est prévu à 141 (±54).

### Mises à jour en cours de saison
Le 6 juillet, TSR a publié une mise à jour pour la saison, en augmentant légèrement leurs nombres à 20 tempêtes nommées, 9 ouragans et 4 ouragans majeurs. Cette prédiction était en grande partie basée sur leur attente d'un faible La Niña jusqu'au troisième trimestre de l'année. Le 8 juillet, CSU a mis à jour sa prédiction à 20 tempêtes nommées, 9 ouragans et 4 ouragans majeurs. Le 5 août, TSR a publié ses prévisions finales pour la saison, en abaissant leur nombre à 18 tempêtes nommées, 7 ouragans et 3 ouragans majeurs.

## Noms des tempêtes
La liste des noms utilisée pour nommer les tempêtes et les ouragans pour 2021 sera la même que celle de la saison cyclonique 2015, sauf Erika et Joaquin qui ont été retirés à cause de leurs impacts. Les noms utilisés en 2021 qui pourraient faire l'objet d'un retrait à cause de leurs effets seront annoncés au printemps 2022 lors de la réunion de l'Organisation météorologique mondiale.
À sa réunion du printemps 2021, le comité sur les ouragans de l'Organisation météorologique mondiale décida de ne plus utiliser des noms provenant de l'alphabet grec, utilisation qui a créé certains problèmes antérieurement, au cas où la liste principale serait épuisée comme en 2020. En remplacement, il a été convenu de créer une liste complémentaire de noms par ordre alphabétique pour toutes les lettres de l'alphabet (à l'exclusion des lettres Q, U, X, Y et Z peu usitées).
| TT | Ana       |
| TT | Bill      |
| TT | Claudette |
| TT | Danny     |

| C1 | Elsa  |
| TT | Fred  |
| C3 | Grace |
| C1 | Henri |

| C4 | Ida    |
| TT | Julian |
| TT | Kate   |
| C3 | Larry  |

| TT | Mindy    |
| C1 | Nicholas |
| TT | Odette   |
| TT | Peter    |

| TT     | Rose   |
| C4     | Sam    |
| Tsub T | Teresa |
| TT     | Victor |

| TT | Wanda |

| TT | Ana       |
| TT | Bill      |
| TT | Claudette |
| TT | Danny     |

| C1 | Elsa  |
| TT | Fred  |
| C3 | Grace |
| C1 | Henri |

| C4 | Ida    |
| TT | Julian |
| TT | Kate   |
| C3 | Larry  |

| TT | Mindy    |
| C1 | Nicholas |
| TT | Odette   |
| TT | Peter    |

| TT     | Rose   |
| C4     | Sam    |
| Tsub T | Teresa |
| TT     | Victor |

| TT | Wanda |

## Chronologie des événements
| D | T | 1 | 2 | 3 | 4 | 5 |

## Résumé de la saison
| Cyclone   | Directs            | Indirects | Dommages (Milliards $US)   | Réf.   |
| --------- | ------------------ | --------- | -------------------------- | ------ |
| Claudette | 14                 | 0         | >0,350                     | ,      |
| Elsa      | 5 (9 disparus)     | 0         | >0,875                     | ,      |
| Fred      | 5 (5 disparus)     | 0         | 1,3                        | ,      |
| Grace     | 13                 | 1         | 0,513                      | ,      |
| Henri     | 0                  | 2         | 0,550                      | ,      |
| Ida       | 97                 | N/D       | 65,25                      | ,      |
| Larry     | 0                  | 2         | N/D                        | ,      |
| Nicholas  | 0                  | 0         | >1                         | [ 26 ] |
| Total     | 134                | 5         | {\displaystyle \approx 70} |        |
| Total     | 139 (+14 disparus) |           | {\displaystyle \approx 70} |        |

### Début tranquille
Pour la septième année consécutive, la saison a débuté avant le début officiel avec la tempête Ana le 22 mai. Celle-ci s'est dissipée moins de 48 heures plus tard. Il a fallu attendre trois semaines pour que la faible tempête Bill sévisse en mer à la mi-juin, puis Claudette, bien que relativement faible, qui a causé 14 décès à cause de ses pluies sur le sud-est des États-Unis du 17 au 22 juin.
Après la faible tempête tropicale Danny, qui donna de la forte pluie sur une partie du sud-est des États-Unis les 29 et 29 juin, une onde tropicale venant de la côte africaine est devenue la tempête tropicale Elsa le 1er juillet en approchant des Petites Antilles. Elle brisait alors le record de la cinquième tempête nommée s'étant formée le plus hâtivement lors d'une saison atlantique, battant Edouard de 2020. Le lendemain, elle est devenue le premier ouragan de la saison et celui le plus à l'est le plus tôt dans le bassin atlantique depuis 1933. Elle est redevenue tempête tropicale ensuite, remontant vers les Grandes Antilles puis touchant l'est des États-Unis du 7 au 9 juillet, laissant 5 morts et 9 disparus dans son sillage.

### Août actif

Trois cyclones simultanés le 16 août : Fred (en haut à gauche), Grace (en bas) et la dépression tropicale Huit, plus tard l'ouragan Henri, à droite.

Après un mois de hiatus, le 9 août une onde tropicale dans l'Atlantique Sud est devenue le cyclone potentiel Six en approchant des Petites Antilles. En entrant dans la mer des Caraïbes son organisation s'est améliorée et le système est devenu la tempête tropicale Fred an passant au sud de Porto Rico à 3 h UTC le 11 août. Ce dernier a causé des impacts relativement mineurs dans les Antilles et mais fait au moins 5 morts dans le sud-est des États-Unis. Le 13 août, Grace s'est formée en arrivant près des Petites Antilles, est devenue un ouragan de catégorie 1 le 18 juste avant de toucher la péninsule du Yucatán et le premier ouragan majeur de la saison dans la baie de Campêche le 21. Le système a eu des impacts sur Hispaniola et à l'est du Mexique. Un troisième système tropical, Henri, s'est développé le 16 août, près des Bermudes et a serpenté pendant plusieurs jours avant de devenir le troisième ouragan de la saison le 21 août. Il a frappé New York et la Nouvelle-Angleterre, causant de inondations record à certains endroits.
Toujours en août, le 26, une onde tropicale est devenue la dépression tropical Neuf dans le centre de la mer des Caraïbes puis la tempête Ida. Le lendemain, le système est devenu un ouragan de catégorie 1, frappant l'ouest de Cuba, avant de s'intensifier explosivement dans le golfe du Mexique. Ida a touché la Louisiane à la catégorie 4 le 29 août, le jour du 16e anniversaire de la frappe de l'ouragan Katrina, et a ensuite traversé le sud et l'est des États-Unis en faiblissant mais en causant inondations et autres phénomènes violents. Le mois s'est terminé par deux tempêtes tropicales, Julian et Kate, formées dans l'Atlantique tropical et remontant vers le nord sans aucun impact connu.

### Septembre

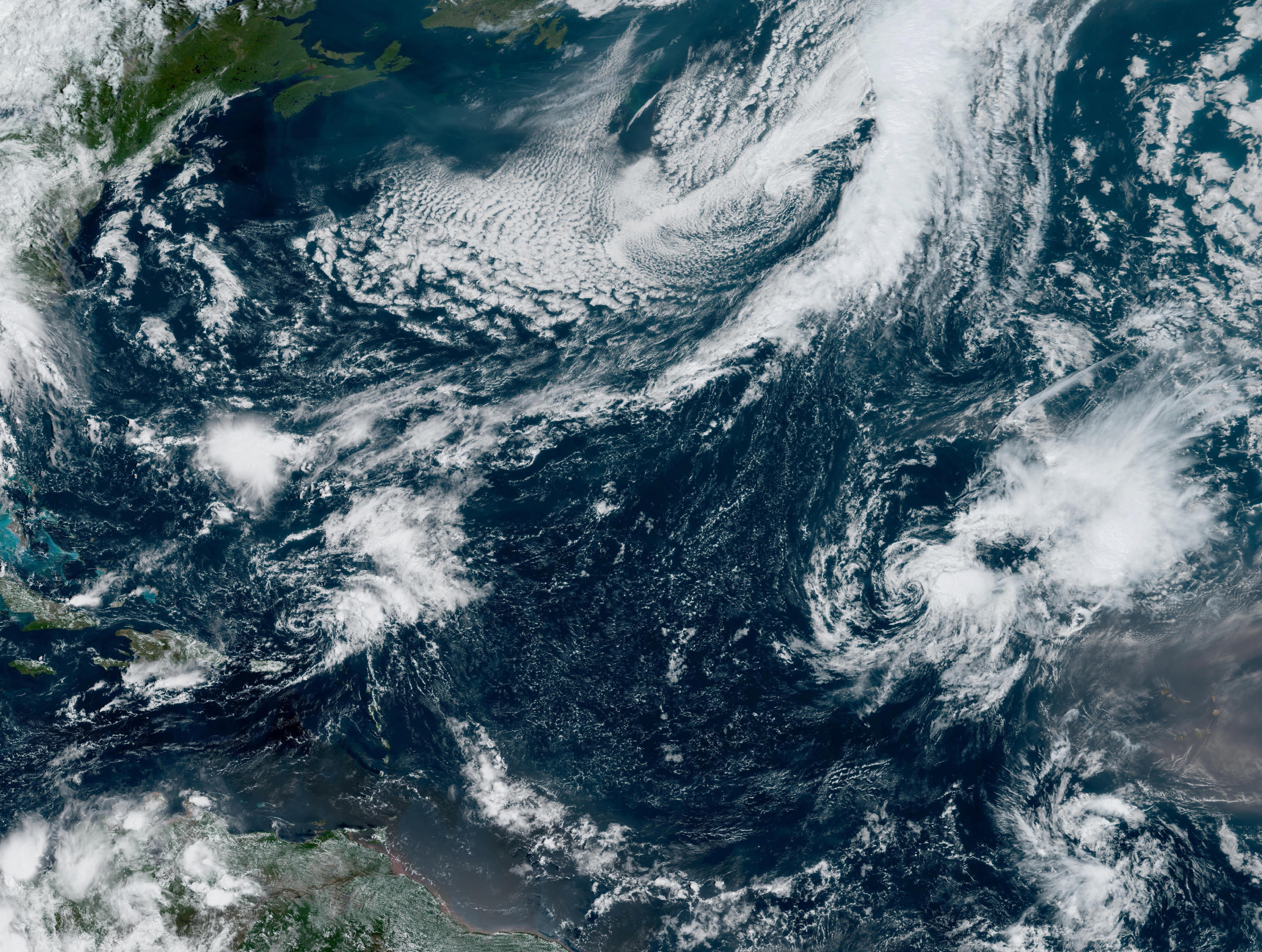
Image du 21 septembre avec les restes d’Odette (haut-centre) ainsi que les tempêtes Peter (centre-gauche) et Rose (bas-droite).

Bien que nommé le 31 août, l'ouragan Larry a vraiment vécu durant la première moitié de septembre, devenant un ouragan de catégorie 3 dans l'Atlantique tropical avant de se diriger vers le nord. Il est passé assez loin à l'est des Bermudes à la catégorie 1 pour les épargner de dommages mais il a frappé le sud-est de Terre-neuve à cette même intensité. Par la suite, il est devenu extratropical et a donné un blizzard au sud-est du Groenland.
Du 8 au 10 septembre, la faible tempête tropicale Mindy a traversé le nord de la Floride. Elle fut suivi le 12 de l'ouragan Nicholas qui a longé la côte du Texas et de la Louisiane, donnant plus de 300 mm de pluie sur des régions se relevant des effets de l'ouragan Ida deux semaines plus tôt. Nicholas s'est formé le 12 septembre et a suivi une trajectoire le long de la côte du Texas et de la Louisiane, produisant de fortes quantités de pluie et des inondations jusqu'au 16 dans une région déjà frappée récemment par Ida.
Ensuite, il y eut une succession rapide de plusieurs faibles systèmes qui sont restés en mer. Odette, passant bien au large de la côte canadienne, a donné de la pluie et des vents à Terre-Neuve le 19 après être devenu extra-tropical. Peter être passé au large de l'arc antillais en direction nord avant de se dissiper le 23 alors qu'en même temps Rose est passé bien à l'ouest des îles du Cap-Vert en direction du centre de l'Atlantique sans survivre plus longtemps. La tempête subtropicale Teresa est apparue le 24 au large de la côte est des États-Unis mais n'a pas vécue plus de 24 heures.
Entre ces systèmes, l'ouragan capverdien Sam est apparu le 22 septembre. Il a atteint la catégorie 4 supérieure le 26 septembre, manquant de peu la catégorie 5, en approchant des Petites Antilles et dépassant en intensité l'ouragan Ida. Le 29 septembre, le NHC a aussi commencé à suivre la dépression tropicale Vingt au sud de l'archipel du Cap-Vert, devenue 6 heures plus tard la tempête tropicale et nommé Victor, soit le 20e cyclone de la saison.

### Octobre
Après un début prometteur, Victor a atteint son pic le 1er octobre puis a faibli sous un fort cisaillement des vents et a dégénéré en creux barométrique ouvert le 4. De son côté, Sam est passé bien à l'est des Bermudes le 2 octobre, toujours à la catégorie 4, avant de se diriger le nord-est et de passer au sud, puis à l'est, de Terre-Neuve. L'ouragan s'est affaibli lentement lors de ce parcours et est devenu extratropical le 5 octobre en se dirigeant vers l'Islande.
Par la suite, quelques ondes tropicales sont apparues mais le cisaillement des vents les a empêchées de se développer. Ce n'est que plus de trois semaines plus tard qu'est apparue la tempête subtropicale Wanda le 31 octobre. Cette dernière est née d'une dépression non-tropicale ayant affecté la côte est des États-Unis et dont le centre occlus a dérivé sur des eaux plus chaudes au milieu de l'Atlantique Nord. En fin de journée le lendemain, Wanda a transitionné en tempête tropicale.

### Novembre
Wanda erra plusieurs jours bien à l'ouest des Açores sur des eaux marginalement chaudes avant de devenir post-tropicale le 7 novembre et d'être absorbée par un système frontal le lendemain. La tempête tropicale n'a fait aucun dégât mais son prédécesseur non-tropical a causé 2 décès et fait 200 millions $US de dégâts. Aucun autre système n'est apparu par la suite.

### Statistiques
La saison cyclonique 2021 peut être résumée ainsi :
- 21 cyclones nommés lui donnant le 3e rang des plus actives en termes de nombre derrière celles de 2005 (28) et de 2020 (31), juste devant celle de 1933 ;
- 14 tempêtes, 7 ouragans dont 4 majeurs ;
- une énergie cumulative des cyclones tropicaux (ACE) de 14, soit plus loin que la 20e place dans le classement des saisons actives ;
- l'ouragan Sam de catégorie 4 est le plus intense avec un ACE de 54, des vents soutenus de 250 km/h une pression minimale de 929 hpa. C'est aussi celui de durée de vie la plus longue de la saison avec 14 jours (22 septembre au 5 octobre) devant l’ouragan majeur Larry avec 12 jours ;
- l’ouragan majeur Ida de catégorie 4 fut le plus meurtrier (97+), le plus coûteux (plus de 65 milliards $US) et son intensité fut égale en pression minimale à Sam (929 hpa).
- la tempête tropicale Danny fut la plus courte et la plus faible (moins d’une journée de vie en tant que cyclone tropical et ACE de 0,25).

## Cyclones tropicaux

### Tempête tropicaleAna
Le NHC a commencé à suivre une dépression non tropicale avec un potentiel de développement subtropical dès le 19 mai en après-midi plusieurs centaines de kilomètres à l'est des Bermudes. La probabilité a augmenté alors que le système se dirigeait lentement vers le nord puis l'ouest et le 22 mai à 9 h UTC, le premier bulletin pour la tempête subtropicale Ana fut envoyé. Elle se trouvait alors à 320 km au nord-est des Bermudes.
Moins de 24 heures plus tard, la tempête devint tropicale mais fut prise dans une circulation d'altitude du sud-ouest. En mi-journée du 23, Ana accélérait vers le nord-est, passant sur des eaux de plus en plus froides dans de l'air plus sec. À 21 h UTC, le NHC l'a reclassée à dépression tropicale à 865 km au nord-est des Bermudes. À 3 h UTC, le 24 mai, Ana dégénéra en faible dépression post-tropicale, à 1 095 km au nord-est des Bermudes, et le NHC cessa ses bulletins à propos du système. Les restes furent absorbés par une creux barométrique un peu plus tard.
Même si une veille de tempête fut lancée aux Bermudes, Ana ne s'en est jamais assez approchée pour avoir un effet. Le reste de sa trajectoire ne l'a jamais rapprochée d'aucune terre.

### Tempête tropicaleBill
Pour les articles homonymes, voir Cyclone tropical Bill.
Le 13 juin, une zone dépressionnaire non tropicale s'est formée à environ 240 km au sud de Wilmington (Caroline du Nord). Elle s'est mieux organisée au cours la nuit suivante et à 15 h UTC, le 14 juin, le NHC émit son premier bulletin à propos de la dépression tropicale Deux, située à 165 km à l'est du Cap Hatteras, en Caroline du Nord. Douze heures plus tard, la dépression s'intensifia en tempête tropicale, à laquelle le NHC attribua le nom Bill, tout en accélérant au large à 37 km/h.
Le 15 en mi-journée, Bill était à 475 km au sud-sud-est d'Halifax (Nouvelle-Écosse). Il avait pris de l'intensité même s'il accélérait encore plus vers des eaux froides dans un flux rapide en altitude et un fort cisaillement de vents. À 3 h UTC le 16, le NHC a annoncé que Bill était devenu un cyclone extratropical à 470 km au sud-ouest de Cap Race et qu'il se dirigeait vers le sud-est de Terre-Neuve tout en faiblissant. C'était le dernier bulletin pour ce système qui a passé sa vie en mer avant d’être absorbé par une dépression venant du continent.

### Tempête tropicaleClaudette
Le 12 juin, le NHC a commencé à suivre une perturbation dans la baie de Campêche. Le système a dérivé ensuite plusieurs jours vers la côte mexicaine et tard le soir du 15 juin, la probabilité de développement tropical a dépassé 50 %. Le 17 juin, les nuages convectifs ont commencé à mieux s'organiser et à 21 h UTC, le NHC émit un bulletin concernant le cyclone tropical potentiel Trois, une large zone de basse pression située dans le sud du Golfe du Mexique, avec une probabilité de formation tropicale de 90 %. Une alerte de tempête tropicale fut émise pour une partie de la côte nord du Golfe, depuis Intracoastal City en Louisiane jusqu'à la frontière entre l'Alabama et la Floride alors que le système se dirigeait vers le nord.
À la mi-journée du 18 juin, un avion de reconnaissance a repéré un faible centre à 355 km au sud de Morgan City (Louisiane) mais pas encore assez organisé pour le déclarer une tempête tropicale. En effet, les nuages convectifs étaient encore concentrés dans le seul quadrant Est à cause d'un fort cisaillement des vents en altitude. À 9 h UTC le 19 juin, le NHC a finalement déclaré que le système était devenu la tempête tropicale Claudette alors qu'il était à 75 km au sud-ouest de La Nouvelle-Orléans et avait déjà touché la côte près de Houma. Claudette a incurvé ensuite sa trajectoire vers le nord-est en diminuant d'intensité à cause de la friction. À 21 h UTC, le NHC l'a reclassée en dépression tropicale dans le sud-ouest de l'Alabama. Avec une trajectoire la menant vers la côte atlantique, des veilles de tempêtes tropicales était déjà en vigueur pour la Caroline du Nord.
Le 20 juin, Claudette a traversé l'Alabama, le nord de Géorgie et a atteint le nord de la Caroline du Sud tout en perdant de son intensité, de ses nuages et de ses précipitations. Cependant, en arrivant près de la côte des Carolines en soirée, le système a montré des signes de réactivation. Durant la nuit, le système est donc redevenu une tempête tropicale avec des vents soutenus de 65 km/h. À 12 h UTC le 21, elle avait presque atteint la côte atlantique près de la section nord des Outer Banks, tous ses nuages convectifs étant au large.
Après avoir pris le large, Claudette est devenu un creux barométrique post-tropical à 3 h UTC le 22 juin se trouvant à 260 km au sud-sud-est de Nantucket. Les restes se dirigeaient vers l'est-nord-est à 46 km/h et devait fusionner avec un système dépressionnaire venant du continent le lendemain. Le NHC a cessé l'émission de bulletin à ce moment.
Claudette a produit des rafales de vent, des crues soudaines et des tornades dans une grande partie du sud-est des États-Unis. L'impact le plus importants fut en Alabama et au Mississippi. Au moins 14 personnes ont été tuées en Alabama à cause de la tempête et les dommages furent estimés à plus de 350 millions $US par le groupe de réassureur AON.

### Tempête tropicaleDanny
L'après-midi du 26 juin, le NHC a commencé à suivre une perturbation au sud des Bermudes ayant un faible potentiel de devenir un système tropical. Vingt-quatre heures plus tard, le NHC lui donnait un probabilité de 50 % de développement en s'approchant des côtes américaines.
À 15 h UTC, le 28 juin, le NHC émit son premier bulletin pour une zone de basse pression située au large des côtes de la Caroline du Sud, à 180 km à l'est-sud-est de Charleston, qu'elle désigna comme dépression tropicale Quatre. Une alerte de tempête tropicale fut émise pour une partie de la côte Atlantique, depuis Edisto Beach jusqu'au Fleuve Santee, en Caroline du Sud. À 19 h 5 UTC, le rapport provenant d'un avion de reconnaissance ainsi que les estimations du radar météo Doppler NEXRAD de Charleston montrèrent que la dépression s'était intensifiée en tempête tropicale, que le NHC nomma Danny.
À 0 h UTC le 29 (20 h locale le 28), Danny a touché la côte au nord-est de l'île de Hilton-Head en Caroline du Sud et a commencé à perdre de son intensité tout en donnant de fortes pluies. Trois heures plus tard, le système est redevenu une dépression tropicale sur la Géorgie. À 9 h UTC, le système a été reclassé comme dépression résiduelle sur le nord du même État et devait se dissiper sur l'Alabama le même jour. Le NHC cessa ses messages pour laisser la prévision aux bureaux locaux du National Weather Service.
Danny a produit des précipitations totales allant de 75 à 100 mm dans certaines parties de la Caroline du Sud et de la Géorgie dans les heures entourant son arrivée, causant des inondations localisées. Purrysburg, Caroline du Sud, enregistra la plus grande quantité avec 132 mm. La foudre a causé des dommages à certaines structures, tandis que certains arbres ont été abattus à Savannah (Géorgie),.

### OuraganElsa
Cet ouragan capverdien provient d'une onde tropicale sortie de la côte africaine le 27 juin et fait l'objet d'un premier bulletin du National Hurricane Center américain le 29 juin alors qu'il était au milieu de l'Atlantique tropical. Ce système est désigné cyclone tropical potentiel le lendemain et il devient une dépression tropicale le 1er juillet. C'est le cyclone tropical atlantique nommé le plus tôt en saison si à l'est et le cinquième le nommé le plus tôt, battant la tempête tropicale Edouard de 2020.
Rehaussé à tempête tropicale Elsa quelques heures plus tard, il devient un ouragan de catégorie 1 dans l'échelle de Saffir-Simpson en passant sur les Petites Antilles le 2 juillet. Le 3 juillet, Elsa faiblit en tempête tropicale puis passe entre Hispaniola et la Jamaïque. Le 5 juillet, elle traverse le nord-ouest de Cuba, avant d'émerger dans le golfe du Mexique tôt le lendemain et de remonter le long de la côte ouest de la Floride.
Elsa est redevenu durant quelques heures un ouragan, et frappe le comté de Taylor dans le nord en mi-journée du 7 juillet. Par la suite, sa trajectoire s'incurve vers le nord-est, passant sur les Carolines et ressortant sur l'océan à partir de la péninsule de Delmarva et du sud du New Jersey la nuit du 8 au 9 juillet. Longeant la côte, Elsa est passé près de New York et Boston avant de devenir un cyclone extratropical juste avant le golfe du Maine. La dépression des latitudes moyennes a ensuite traversé les provinces de l'Atlantique du Canada le 10 juillet avant de se diriger vers la pointe sud du Groenland le 11.
Elsa a causé des dégâts importants à plusieurs des Petites Antilles comme ouragan de catégorie 1. Redevenue tempête tropicale, elle a donné des pluies abondantes à Hispaniola, la Jamaïque et Cuba avant de frapper le nord de la Floride et la côte est de l'Amérique du Nord. La tempête a fait 4 morts dans les Antilles et un en Floride, en plus de nombreux blessés et de 9 disparus lors d'un naufrage dans le détroit de Floride,,,. Le coût était estimé au 18 septembre à >875 millions $US.

### Tempête tropicaleFred
Issue d'une onde tropicale au large de l'Afrique le 4 août, elle a été mentionnée dans les bulletins d'aperçu dès le 6. Les premiers avis pour le cyclone tropical potentiel Six furent envoyés le 9 août alors que le système approchait des Petites Antilles. Passant en mer des Caraïbes le 10, la perturbation s'était transformée en tempête tropicale Fred juste au sud de Porto Rico tard le soir, peu de temps avant de frapper la République dominicaine sur l'île d'Hispaniola.
La tempête s'est affaiblie en une dépression tropicale au-dessus de l'île très montagneuse, avant d'émerger au nord du passage du Vent le 12 août. Très désorganisée, elle s'est tournée vers l'ouest et a touché terre pour la deuxième fois dans le nord de Cuba le 13 août. Continuellement perturbée par l'interaction terrestre et le cisaillement du vent, la tempête a dégénéré en une onde tropicale alors qu'elle tournait vers le nord près de la pointe ouest de Cuba le lendemain.
Continuant vers le nord, les restes de Fred se sont rapidement réorganisés sur le golfe du Mexique, redevenant une tempête tropicale le 15 août. Elle s'est renforcée rapidement en se dirigeant vers le nord pour toucher la côte du panhandle de Floride tard le 16 août. Fred s'est déplacé ensuite vers la frontière entre l'Alabama et la Géorgie tout en faiblissant rapidement, puis remonta le long des Appalaches. Devenu post-tropicale le 18 août en Virginie-Occidentale, le système a poursuit vers le nord-est pour passer par l'État de New York puis la Nouvelle-Angleterre avant d'arriver dans les provinces maritimes du Canada et d'être absorbée par un autre système.
Fred a fait au moins 5 morts et 5 disparus en date du 20 août aux États-Unis,. Selon le réassureur AON, les dégâts sont estimés à 1,3 milliard $US.

### OuraganGrace
Issu d'une onde tropicale sortant de la côte africaine le 10 août, le système a traversé l'Atlantique vers l'ouest-nord-ouest en direction des Antilles, devenant la dépression tropicale Sept le 14 août, puis tempête tropicale Grace, mais est redescendu le lendemain à dépression au sud de Porto Rico, après s'être entré dans la mer des Caraïbes. Cette dernière est redevenue tempête tropicale le 17 août en passant entre Haïti et la Jamaïque et un ouragan de catégorie 1 le 18 août près des îles Caïmans. Grace a ensuite traversé la péninsule du Yucatán, ce qui l'a affaibli.
Son retour sur la baie de Campêche lui a permis cependant d'atteindre le statut d'ouragan majeur de catégorie 3, avec des vents soutenus de 205 km/h, avant de toucher la côte de l'État de Veracruz moins de 24 heures plus tard. Grace s'est rapidement dissipée sur les montagnes du continent mais ses restes ont été à l'origine de la tempête tropicale Marty dans le Pacifique oriental.
Ce puissant cyclone tropical est le plus fort ayant jamais touché la côte dans l'État de Veracruz et a égalé le record de l'ouragan le plus violent jamais enregistré dans la baie de Campêche par ses vents maximums soutenus avec l'ouragan Karl de 2010. Il fait des dommages importants au Mexique et causé la mort de 14 personnes,,,. Selon le réassureur AON, les dégâts sont estimés à 513 millions $US.

### OuraganHenri
Formé à partir d'un centre dépressionnaire bien défini à plusieurs centaines de kilomètres au nord-nord-est des Bermudes, il est confirmé être la dépression tropicale Huit par le National Hurricane Center (NHC) le 16 août. Près de 24 heures plus tard, le système s'est rechaussé à tempête tropicale Henri tout en faisant une large boucle de sens horaire autour de l'archipel. Henri a continué à se renforcer régulièrement, atteignant son intensité maximale d'ouragan de catégorie 1 le 21 août au large du cap Hatteras en Caroline du Nord. Poursuivant ensuite vers le nord, il est redescendu à forte tempête tropicale peu de temps avant de toucher la côte du Rhode Island en mi-journée le 22 août. Ralentissant en se déplaçant vers l'ouest sur le Connecticut, Henri est rapidement redescendu à dépression tropicale. Après avoir atteint la frontière entre l'état de New York et la Pennsylvanie, il a fait un peu de surplace puis est reparti vers l'est. Devenant post-tropical avant de retourner en mer et se dissipa sur le golfe du Maine.
Henri est le premier cyclone tropical à toucher la côte du Rhode Island depuis l'ouragan Bob en 1991. Malgré son intensité relativement faible, Henri a apporté de très fortes précipitations sur le nord-est des États-Unis et le sud de la Nouvelle-Angleterre, provoquant des inondations dans de nombreuses régions, notamment des villes comme New York et Boston. Les pannes de courant se sont rapidement généralisées dans la région causés par le vent. Cependant, la tempête a causé dans l'ensemble moins de dégâts que ce que l'on craignait initialement, en raison de son affaiblissement juste avant de toucher la côte et par la suite dans les terres.
Deux décès ont été attribués à la tempête. Les pertes assurées dans le Nord-Est furent initialement estimées à 155 millions $US mais selon le réassureur AON, les dégâts furent réestimés à 550 millions $US en septembre,.

### OuraganIda
Le cyclone tropical s'est formé à partir d'une onde tropicale notée par le National Hurricane Center (NHC) le 23 août pénétrant dans la mer des Caraïbes au nord de la côte du Venezuela. Le système a développé une zone orageuse après avoir longé la côte un certain temps puis a tourné vers le nord-nord-ouest et est devenu la tempête tropicale Ida le 26 août. Le lendemain, elle s'est renforcée en ouragan de catégorie 1 près de l'île de la Jeunesse (Cuba) pour ensuite frapper la province de Pinar del Río.
Traversant sans encombre cette région, Ida s'est retrouvé sur les eaux très chaudes du golfe du Mexique avec peu de cisaillement des vents en altitude pour inhiber son développement. À partir de la mi-journée du 28, l'ouragan a subi une intensification explosive, passant de la catégorie 2 à la catégorie 4 en 18 heures tout en se dirigeant vers le delta du Mississippi. Cet ouragan puissant, avec des vents soutenus de 240 km/h, a touché la côte à 16 h 55 UTC le 29 près Port Fourchon (Louisiane). Son arrivée s'est produite lors 16e anniversaire de la frappe de Katrina et presque au même endroit. La pression centrale d’Ida était de 930 hPa, soit la seconde plus basse à avoir frappé en Louisiane après celle de Katrina à 920 hPa.
L'ouragan a d'abord lentement faibli en entrant en Louisiane mais la friction et la perte d'énergie en s'éloignant des côtes l'a ramené à tempête tropicale tôt le 30 août puis en dépression tropicale à 21 h UTC sur l'État du Mississippi. En mi-journée du 1er septembre, le système est devenu extratropical en passant sur la Virginie-Occidentale. Par la suite la dépression frontale a traversé le nord-est des États-Unis et les provinces de l'Atlantique canadiennes.
Ida a causé d'importants dommages aux infrastructures dans toute la Louisiane et le Mississippi ainsi que des inondations extrêmement importantes dans les zones côtières. Les digues de la Nouvelle-Orléans ont cependant survécu contrairement à ce qui s'était passé en 2005 avec Katrina. Tout au long de son trajet à travers les États-Unis, il a causé des inondations, des tornades et fait de nombreuses pertes de vie (77 au 10 septembre). En tant qu'onde tropicale, Ida a déclenché des inondations dans l'ouest du Venezuela le 23 août, tuant 20 personnes.
Les villes du nord-est comme Philadelphie et New York ont été particulièrement touchées. Il est estimé que les dégâts dépassent les 50 milliards $US, faisant d’Ida le sixième cyclone tropical le plus coûteux.

### Tempête tropicaleKate
Le NHC a commencé à surveiller une onde tropicale sortie d'Afrique au sud du Cap-Vert le 23 août. Elle est devenue la dépression tropicale Dix le 28 août à 1 320 km à l'est-sud-est des Petites Antilles. Se dirigeant ensuite vers le nord, le système fut rehaussé à tempête tropicale Kate à 13 h 30 UTC le 30 août par le NHC selon son apparence sur les images satellitaires.
Kate très désorganisée est redescendue à dépression tropicale en mi-journée du 31 août à 1 350 km au nord-est des Petites Antilles du nord. Le lendemain à 21 h UTC, le NHC a déclaré que Kate s'était dissipée au milieu de l'Atlantique et cessé d'émettre des bulletins à son propos.

### Tempête tropicaleJulian
Le NHC a commencé à surveiller une onde tropicale au milieu de l'Atlantique le 23 août. Elle est devenue la dépression tropicale Onze à 3 h UTC le 29 août à 2 120 km à l'ouest des Açores. Douze heures plus tard, la dépression s'est intensifiée en tempête tropicale, que le NHC nomma Julian et qui se déplaçait vers le nord-est à 28 km/h. Cependant, à 3 h UTC le 30, Julian est devenu un cyclone extratropical à 1 325 km au sud-est de Cap Race (Terre-Neuve), rattrapé par un creux frontal. Le NHC a cessé ses bulletins pour cette dépression des latitudes moyennes qui se dirigeait à 43 km/h en direction du Groenland.

### OuraganLarry
Le 27 août, le NHC a commencé à surveiller une onde tropicale qui devait quitter la côte africaine. Les conditions se sont avérées propices au développement et à 21 h UTC le 31 août, le système est devenu la dépression tropicale Douze à environ 550 km au sud des îles du Cap-Vert. À 9 h UTC le lendemain, le NHC a rehaussé le système à tempête tropicale Larry. À 9 h UTC le 2 septembre, Il est devenu un ouragan de catégorie 1 à 875 km à l'ouest-sud-ouest de l'archipel.
À 21 h UTC le 3 septembre, le NHC a rehaussé Larry à la catégorie 2 alors qu'il était à 1 890 km à l'ouest des îles du Cap-Vert. Au cours de la nuit suivante, il est passé à la catégorie 3 et est devenu un ouragan majeur. Se déplaçant lentement vers le nord-ouest, Larry a développé un œil de 60 milles marins (111 km) de diamètre avec des méso-vortex multiples les jours suivants, montrant qu'il est très intense. À 15 h UTC le 7 septembre, le service météorologique des Bermudes a envoyé une veille de vents de tempête tropicale alors que l'ouragan était à 1 255 km au sud-est de l'archipel. En même temps, le NHC prévenait que la houle cyclonique atteindrait les Antilles et la côte est des États-Unis, provoquant un courant d'arrachement.
Le matin du 8 septembre, les Bermudes sont passées en alerte cyclonique alors que Larry faiblissait graduellement, en partie à cause de la remontée d'eau froide produite par le brassement de la mer dû à son déplacement lent. Il est passé à la catégorie 2 à 15 h UTC mais ses vents de force de tempête s'étendaient jusqu'à 295 km de son centre. L'ouragan a ensuite dévié vers le nord et est passé à environ 300 km à l'est des Bermudes à la catégorie 1 à 15 h UTC le 9 septembre. Sa trajectoire prévue devant tourner ensuite vers le nord-est, à cause de l'approche d'une onde courte météorologique, l'extrême sud-est de Terre-Neuve fut mise en veille d'ouragan.
À 3 h 50 UTC le 11 septembre, l'ouragan a touché la côte près de South East Bight sur la péninsule de Burin de Terre-Neuve avec une pression centrale de 960 hPa et des vents soutenus de 130 km/h. À 6 h UTC, Larry était déjà ressorti au large la péninsule de Bonavista dans l'Atlantique sans perte d'intensité en se déplaçant à 75 km/h vers le Groenland. À 15 h UTC, la tempête est devenue post-tropicale et s'est fusionnée dans les 24 heures suivantes avec une autre dépression des latitudes moyennes se dirigeant vers le Groenland et l'Islande.
Larry a causé des dommages par le vent à Terre-Neuve et la tempête extratropicale qui l'a suivi, un blizzard au Groenland. Un nageur s'est noyé à Cap Canaveral, en Floride, et un autre en Caroline du Sud dans le courant d'arrachement causé par la houle cyclonique,.

### Tempête tropicaleMindy
Le 30 août, le NHC a commencé à surveiller une vaste zone de basse pression dans le sud de la mer des Caraïbes. Elle est passée le long de l'Amérique centrale et la péninsule du Yucatán, donnant localement des orages intenses. le système est ensuite entré sur le golfe du Mexique et s'est dirigé vers le nord-est où les conditions environnementales se sont améliorées. À 21 h UTC le 8 septembre, le NHC a commencé à émettre des avis pour la tempête tropicale Mindy qui s'est formée au sud-ouest d'Apalachicola, en Floride. Quatre heures plus tard, le NHC annonçait que la tempête avait touché l'île Saint-Vincent (Floride) puis a suivi la côte de la baie Apalachee.
Vers 6 h UTC le 9, le centre de Mindy est entré sur la côte de Floride près de Tallahassee et est redescendu rapidement à dépression tropicale en se dirigeant vers le sud de la Géorgie. À 15 h UTC, le système est ressorti sur la côte atlantique à 70 km au sud de Savannah (Géorgie). À 3 h UTC le 10, le NHC a déclaré que Mindy était devenu une dépression post-tropicale alors qu'elle était à 460 km à l'est de Charleston (Caroline du Sud). Elle devait se fusionner avec un creux frontal plus à l'est dans les 24 heures suivantes.
Mindy a laissé jusqu'à 100 à 150 mm de pluie sur certaines parties de la côte de la Caroline du Sud, le sud de la Géorgie et le nord de la Floride avant de s'éloigner dans l'océan, causant des inondations locales,.

### OuraganNicholas
Le 9 septembre, le NHC a commencé à surveiller une onde tropicale sur l'ouest de la mer des Caraïbes, traversant le nord de l'Amérique centrale et la péninsule du Yucatán vers la baie de Campêche. Le lendemain, l'onde interagissait avec un creux barométrique de surface au-dessus du sud-ouest du golfe du Mexique, produisant des averses et des orages désorganisés dans toute la région. Les précipitations se sont mieux organisées le 12 septembre et le premier bulletin pour la tempête tropicale Nicholas fut lancé à 15 h UTC.
Tôt le matin du 13 septembre, Nicholas était à 75 km au sud-est de l'embouchure du Rio Grande et menaçait la côte texane de pluie diluvienne sur une trajectoire similaire à celle de l'ouragan Harvey en 2017, des alertes cycloniques étaient donc en vigueur pour cette région. De même des avertissements de pluie abondante causant des inondations furent émis pour la côte texane et le sud de la Louisiane. Ces dernières furent plus tard allongées pour le sud du Mississippi jusqu'à la côte de l'Alabama.
À 3 h UTC le 14, le NHC a rehaussé Nicholas au niveau d'ouragan de catégorie 1 à la suite du rapport d'une station météorologique dans la baie de Matagorda qui signala des vents soutenus de 66 nœuds (122 km/h) avec rafales à 83 nœuds (154 km/h). Il était alors à 30 km au sud-est de Matagorda (Texas). À 5 h 30 UTC, le système à touché la côte sur l'est de la péninsule de Matagorda et a ensuite suivi la côte juste à l'intérieur dans les terres, redevenant une tempête tropicale et ralentissant son déplacement durant les heures suivantes.
À 0 h UTC le 15, le NHC a déclassé Nicholas en dépression tropicale alors que le système était à 40 km à l'ouest de Port Arthur (Texas) et se déplaçait à moins de 10 km/h, poussant les avertissements de pluie jusqu'en Floride. Durant la nuit, la responsabilité pour le système est passée au Weather Prediction Center et à 15 h UTC, ce dernier a positionné Nicholas dans le sud-ouest de la Louisiane. Le Weather Prediction Center a déclaré Nicholas une dépression post-tropicale à 9 h UTC le 16 alors qu'elle était à 95 km au sud-sud-est de Lafayette (Louisiane).
Nicholas a coupé le courant à plus d'un demi-million de foyers et entreprises au Texas et fait des dégâts par le vent. Mais c'est la pluie qui a eu le plus d'impacts alors qu'il est tombé 350 mm à Galveston et 150 mm à Houston, causant des inondations importantes sur l'est de l'État. L'onde de tempête a aussi laissé la mer envahir la côte. Le président Joe Biden a déclaré l'état d'urgence pour la Louisiane selon la Maison-Blanche. Au moins 120 000 clients ont été privés d'électricité dans cet État où la pluie a causé des inondations.
Les pertes assurées furent estimées initialement à environ 700 millions $US en comparant avec d'autres cyclones tropicaux ayant touché la région selon un expert en réassurance, puis en octobre à 1 milliard $US ou plus par la firme AON,. Aucun décès n'est à signaler.

### Tempête tropicaleOdette
À 18 h UTC le 11 septembre, le NHC a commencé à surveiller une zone de dépressionnaire sur le sud-est des Bahamas. Le système est lentement remonté vers la côte américaine et a pris plusieurs jours pour s'organiser, mais le 21 h UTC le 17 septembre, le NHC a finalement émis son premier bulletin pour la tempête tropicale Odette alors à 525 km au sud-sud-ouest de Nantucket, Massachusetts.
Subissant un fort cisaillement des vents à cause de la proximité d'un creux barométrique venant du continent, ses nuages étaient bien à l'est du centre le matin du 18 septembre. À 21 h UTC, Odette est devenu une cyclone post-tropical à 475 km au est-sud-est de Nantucket.
Cette dépression des latitudes moyennes est passée au sud de l'île de Sable (Nouvelle-Écosse) dans la nuit du 18 au 19, puis à quelques centaines de kilomètres au sud de Terre-Neuve. Elle a produit une forte houle cyclonique dans les provinces atlantiques du Canada, ainsi que des vents violents et environ 50 mm de pluie sur le sud-est de Terre-Neuve et à l'île de Sable,. Par la suite, cette dépression résiduelle a dérivé vers le sud-est sur le centre de l'Atlantique Nord en direction des Açores puis opéré une boucle antihoraire,,.

### Tempête tropicalePeter
À 6 h UTC le 11 septembre, le National Hurricane Center a commencé à surveiller une onde tropicale qui devait sortir de la côte ouest de l'Afrique. Elle s'est déplacée à travers l'Atlantique tropical les jours suivants et a commencé à devenir mieux organisée. Le 19 septembre à 3 h UTC, le système avait un centre bien défini et une convection assez accrue pour être désigné comme la dépression tropicale Seize à 1 080 km à l'est des Petites Antilles. À 9 h UTC, il a atteint le statut de tempête tropicale nommée Peter.
Le 20 septembre, la tempête est passée à environ 200 km au nord d'Anguilla et le 21, au nord des îles Vierges britanniques et de Porto Rico dans un environnement à fort cisaillement des vents dans la verticale ce qui décalait ses nuages bien au nord et à l'est du centre. À 21 h UTC, le NHC a ainsi rétrogradé Peter à dépression tropicale alors qu'elle était à 260 km au nord-nord-est de San Juan (Porto Rico). Six heures plus tard, le système est devenu une dépression résiduelle à 420 km au nord-nord-ouest de Porto Rico et le NHC a cessé d'émettre des bulletins.
Du 25 au 29 septembre, le NHC a surveillé une zone d'averses et d'orages associée avec les restes de Peter au sud des Bermudes. Comme elle est toujours restée désorganisée, aucun bulletin ne fut émis. Peter et ses restes n'ont causé aucun dommage connu étant toujours restés en mer.

### Tempête tropicaleRose
À 0 h UTC le 15 septembre, le National Hurricane Center a commencé à surveiller une onde tropicale sortant des côtes de l'Afrique. Après son entrée sur l'Atlantique, elle a formé un centre de dépressionnaire mais au cours des deux jours suivants elle était désorganisée. Le 18 septembre, la convection profonde associée à la dépression s'est mieux organisée. Le 19 septembre à 9 h UTC, le NHC l'a classé comme dépression tropicale Dix-sept à 530 km au sud-ouest des îles du Cap-Vert. À 21 h, elle fut rehaussée à tempête tropicale Rose en se dirigeant vers le nord-nord-ouest à 26 km/h.
Évoluant dans un environnement de plus en plus hostile, Rose est retombée au niveau de dépression tropicale le 22 septembre à 3 h UTC alors que le système se trouvait à 1 645 km à l'ouest-nord-ouest des îles du Cap-Vert. À 9 h UTC le 23, le NHC l'a déclaré une dépression résiduelle sans convection profonde et a cessé ses bulletins. Ayant toujours évolué en mer, le système n'a causé aucun dégât.

### OuraganSam
Une onde tropicale est sortie de la côte ouest-africaine le 19 septembre. Elle est passée bien au sud des îles du Cap-Vert et ses nuages orageux se sont organisés durant les jours suivants. À 21 h UTC le 22 septembre, le NHC a émis son premier bulletin pour la dépression tropicale Dix-huit située 3 265 km à l'est-sud-est des Petites Antilles et qui s'est développée en surface sous cette onde. À 15 h UTC le 23, le NHC l'a rehaussée à tempête tropicale Sam en utilisant les photos satellitaires et la technique de Dvorak.
Sam eut ensuite une intensification rapide et fut reclassé en ouragan de catégorie 1 à 9 h UTC le 24 alors que le système était à 2 365 km des Petites Antilles. À 3 h UTC le 25, le système est passé à la catégorie 2 de l'échelle de Saffir-Simpson. À 15 h UTC, Sam fut rehaussé à la catégorie 3, devenant le quatrième ouragan majeur de la saison alors qu'il était à 1 760 km des Petites Antilles. À peine 6 heures plus tard, il devenait de catégorie 4 avec un œil de 25 à 28 km de diamètre.
Selon un bulletin de discussion du NHC, un rapport d'avion de reconnaissance aurait établi qu'entre 19 et 22 h UTC le 26, Sam aurait atteint son pic d'intensité avec une pression minimale estimée de 929 hPa et des vents soutenus estimés de 250 km/h avant de fléchir lors d'un cycle de remplacement de son œil. Cependant, dans le bulletin régulier de 21 h UTC, les vents maximaux mentionnés étaient de 240 km/h et la pression de 938 hPa. Dans les deux cas, l'ouragan demeurait à la catégorie 4, mais à quelques km/h seulement de la catégorie 5, en se dirigeant lentement vers le nord-ouest. Vingt-quatre heures plus tard, l'ouragan est repassé à la catégorie 3. Dans le rapport final sur la tempête émis le 18 mars 2022, le National Hurricane Center a statué que le vent maximal était de 135 nœuds (250 km/h) et la pression minimale de 927 hPa
Durant la nuit suivante Sam a repris de la vigueur et à 9 h UTC le 28, il était redevenu de catégorie 4 selon le rapport d'un chasseur d'ouragans de l'US Air Force. Le matin du 30 septembre, Sam est passé à environ 500 km au nord-est des Petites Antilles. Sa trajectoire prévue devant l'amener à l'est des Bermudes, le service météo de l'archipel a émis une veille de tempête. Le même jour, un drone océanique de la NOAA (The Saildrone Explorer SD 1045) a réussi pour la première fois à filmer en surface depuis l'intérieur de cet ouragan et à prendre des données.
Durant la nuit du 30 septembre au 1er octobre, l'ouragan a atteint un nouveau pic avec des vents de 240 km/h et une pression centrale de 934 hPa, à 810 km au sud-sud-est des Bermudes, alors que sa trajectoire s'incurvait vers le nord tout en accélérant. Entre 3 et 6 h UTC le 2, Sam, presque de même intensité, est passé à environ 350 km à l'est des Bermudes mais assez loin de l'archipel pour que les rafales notées n'y soient au maximum que de 80 km/h,. Tournant ensuite vers le nord-est, Sam est retombé à la catégorie 3 à 21 h UTC.
Le 3 octobre à 9 h UTC, l'ouragan est redescendu à la catégorie 2 à 1 070 km au sud-sud-ouest de cap Race, Terre-Neuve, en se dirigeant vers des eaux plus fraîches et à l'approche d'une zone barocline. À 21 h UTC le 4, il retombait à la catégorie 1 à 840 km à l'est du même point, persistant encore malgré les eaux froides de l'Atlantique Nord mais montrant des signes de devenir post-tropical. Finalement à 9 h UTC le 5, le système est devenu une forte tempête extratropicale serpentant vers l'Islande,.
Bien qu'il soit demeuré un ouragan majeur près de 8 jours, le seul effet connu de Sam est la forte houle cyclonique qu'il a propagée vers les Antilles, la côte est de l'Amérique du Nord et les Bermudes. Par contre, la tempête extratropicale qui l'a suivi a donné de forts vents et pluies sur l'Islande et le nord-ouest des îles Britanniques, nécessitant une vigilance jaune, ainsi qu’une forte houle sur toute la côte atlantique de l'Europe.

### Tempête subtropicaleTeresa
Le 23 septembre, le NHC a commencé à surveiller une dépression non tropicale au sud-est des Bermudes et qui avait un potentiel de cyclogénèse tropicale. Au fur et à mesure que le système se déplaçait vers le nord-ouest, il s'est rapidement organisé. À 21 h UTC le 24, le système est passé à tempête subtropicale Teresa à 245 km au nord de l'archipel. Subissant des conditions difficiles, Teresa a dégénéré en dépression post-tropicale seulement 24 heures plus tard et le NHC a cessé ses bulletins. Cependant l'humidité associée au système est allée alimenter une dépression sur l'est du Québec et le Nouveau-Brunswick au Canada, y donnant 50 mm ou plus de pluie les jours suivants,.

### Tempête tropicaleVictor
Le 26 septembre, une onde tropicale est sortie de la côte ouest-africaine près de la Sierra Leone. Elle s'est dirigée vers l'ouest tout en se développant. À 15 h UTC le 29, le NHC a émis son premier bulletin pour la dépression tropicale Vingt apparue à 860 km au sud de l'archipel du Cap-Vert. Six heures plus tard, le système fut rehaussé à tempête tropicale et nommé Victor.
La tempête a atteint son intensité maximale le 1er octobre à environ 1 140 km à l'ouest-sud-ouest des îles du Cap-Vert, puis a commencé à subir les effets d'un cisaillement des vents en altitude et d'une injection d'air sec. Dès le 2 octobre au matin, les nuages étaient très désorganisés et loin au nord-est du centre. À 21 h UTC, le NHC l'a déclassé à dépression tropicale alors qu'elle était à 1 525 km à l'ouest des îles du Cap-Vert.
À 15 h UTC le 4, Victor a été reclassé en faible creux barométrique à mi-chemin entre les Petites Antilles et les îles du Cap-Vert. Le NHC a donc cessé ses bulletins pour ce système qui n'a eu aucun impact.

### Tempête tropicaleWanda
Une tempête non tropicale du cap Hatteras s'est développée au large de la Géorgie le 25 octobre et est remontée le long de la côte Est des États-Unis. Elle a donné de fortes accumulations de pluie et des vents violents jusqu'en Nouvelle-Angleterre. Le système s'est ensuite occlus et le centre s'en est séparé. Dérivant vers l'est, il s'est retrouvé sur des eaux plus chaudes et des nuages convectifs ont commencé à se développer le 30 octobre autour de cette dépression coupée.
À 3 h UTC le 31 octobre, le système avait des caractéristiques tropicales (petit rayon de vents maximums et zone de convection concentrée) et certaines caractéristiques subtropicales (co-localisé avec un creux barométrique en altitude et des fronts dans le voisinage). Le NHC a donc annoncé que le système était devenue la tempête subtropicale Wanda à 1 640 km à l'ouest des Açores. À 21 h UTC le 1er novembre, Wanda est devenue complètement tropicale, en se détachant de sa dépression en altitude, à 1 425 km de l'archipel.
Durant les jours suivants, le système a suivi une trajectoire en zigzag bien à l'ouest des Açores au gré de la circulation en altitude, des températures de surface de la mer assez marginales et du cisaillement des vents en altitude. À 3 h UTC le 7, Wanda était à 850 km à l'ouest de l'archipel, faiblissant et accélérant vers le nord-est à 22 km/h à l'approche d'un creux frontal. À 15 h UTC, le NHC a déclaré que le système était devenu post-tropical à 610 km à l'ouest-nord-ouest des îles et qu'il allait être absorbé dans les 24 heures suivantes par le creux. C'était le dernier bulletin émis pour Wanda.
Wanda n'a fait aucun dommage. Cependant la tempête non tropicale dont elle est issue a causé pour plus de 200 millions $US de dégâts dans le nord-est des États-Unis et fait 2 morts,,.